# Elasticitate (economie)
În economie, elasticitatea exprimă schimbarea procentuală a unei variabile luând în considerare schimbarea procentuală a altei variabile. Elasticitatea este exprimată de obicei printr-o valoare pozitivă (valoare absolută), atunci când semnul este deja clar din context. 

## Definire matematică
Formula generală a elasticității folosind derivate parțiale este:
{\displaystyle E_{x,y}={\frac {\partial ln(y)}{\partial ln(x)}}={\frac {\partial y}{\partial x}}\cdot {\frac {x}{y}}}
{\displaystyle E_{y/x}={\frac {\delta y}{\delta x}}={\frac {\Delta y/y_{1}}{\Delta x/x_{1}}}}
Uneori, în loc de {\displaystyle x_{1}} și {\displaystyle y_{1}}, se utilizează un punct intermediar din intervalul valorilor lor.
{\displaystyle E_{y/x}={\frac {\delta y}{\delta x}}={\frac {\Delta y/{\overline {y}}}{\Delta x/{\overline {x}}}}}
unde {\displaystyle {\overline {y}}=(y_{1}+y_{2})/2~,~{\overline {x}}=(x_{1}+x_{2})/2}
Avantajul celei de-a doua metode este simetria în raport cu semnul modificării factorului.

### Caracteristica calitativă a elasticității
Dacă modulul de elasticitate este mai mic decât unul, atunci spunem că variabila y prin x este inelastică. Dacă coeficientul de elasticitate este mai mare decât 1, atunci y este considerat a fi elastic cu privire la x, deoarece fiecare schimbare procentuală a factorului conduce la o schimbare chiar mai mare în y. Dacă coeficientul de elasticitate este 1, atunci vorbim despre elasticitatea unității. În cazul limitării, atunci când coeficientul de elasticitate este egal cu infinitul, se vorbește de elasticitate perfectă. În consecință, cu coeficientul de elasticitate zero - despre inelasticitatea perfectă.

## Importanță
Elasticitatea este un concept important, folosit pentru a înțelege incidența taxelor indirecte, a conceptelor marginale, raportate la teoria firmei, distribuția bunăstării și la diferite tipuri de bunuri raportate la teoria alegerii consumatorului și la multiplicatorul Lagrange. Elasticitatea este de o importanță crucială în orice discuție despre distribuția bunăstării, mai precis despre surplusul consumatorului, surplusul producătorului sau surplusul guvernului.